# Alto de la Nevera
El Alto de la Nevera es una montaña de 714 metros de altura situada en la sierra Calderona, entre los términos municipales de Segorbe (Alto Palancia) por el norte y el oeste, Torres Torres (Campo de Murviedro) por el este y Serra (Campo de Turia). Se trata de la cima más elevada de la comarca del Campo de Murviedro.
Se encuentra dentro de los límites del Parque Natural de la Sierra Calderona .